# Wilczęta
Wilczęta (niem. Deutschendorf) – wieś w Polsce położona w województwie warmińsko-mazurskim, w powiecie braniewskim, w gminie Wilczęta. Jest siedzibą gminy Wilczęta.

## Położenie
Miejscowość leży w historycznym regionie Prus Górnych. W latach 1975–1998 miejscowość administracyjnie należała do województwa elbląskiego.

## Historia
Wieś została założona ok. 1304-1312 r.

## Zabytek
We wsi kościół filialny pw. Przemienienia Pańskiego, budowla w stylu gotyckim z barokową wieżą. Kościół wybudowany w latach 1330-1350, odnawiany w latach 1655 i 1718, wielokrotnie rozbudowywany. Nawa gotycka z I poł. XIV w. posiada szczyt ozdobiony sterczynami, blendami i laskowaniem, które nie są symetryczne po bokach. Ołtarz główny pochodzi z roku 1681. Od frontu znajduje się ryglowa kruchta i szalowana drewnem wieża z I poł. XX w..

## Osoby związane z wsią
W miejscowości mieszka, pracuje na roli i tworzy ludowy rzeźbiarz Jan Kubaszek (ur. 22 czerwca 1929 r.). Rzeźbi w drewnie postacie historyczne, scenki rodzajowe, świątki. Wystawia od 1971 r. Jego prace znajdują się m.in. w muzeach w Płocku, Toruniu, Gdańsku Oliwie, Olsztynku, a także w zbiorach prywatnych w kraju i zagranicą.